# Mislata
Mislata (valencianskt uttal: [mizˈlata], spanskt uttal: [misˈlata]) är en stad och kommun i provinsen Valencia i den autonoma regionen Valencia i östra Spanien. Staden utgör en västlig förort till Valencia, belägen cirka 3,5 kilometer från Valencias centrum. Kommunen har 46 153 invånare (2024), på en yta av 2,03 km². Kommunen gränsar i öster och norr till Valencia, i söder till Xirivella samt i väster till Quart de Poblet.